# Harry Carlsson (konstnär)
Einar Harry Carlsson, född 20 oktober 1913 i Norrköping, död där 23 oktober 1992, var en svensk konstnär.
Carlsson var som konstnär autodidakt. Han ställde ut separat i Norrköping 1948 och på De ungas salong i Stockholm 1949, han medverkade i utställningen Unga tecknare på Nationalmuseum. Hans konst består av industrialiserade stadsbilder och naturbilder i gouacheteknik. Carlsson är representerad vid Norrköpings konstmuseum.